# Stanko Parmać
Stanko Parmać (Opuzen, 23. ožujka 1913. – Split, 2. ožujka 1982.) bio je učitelj, sudionik Narodnooslobodilačke borbe, kontraadmiral JRM-a i narodni heroj Jugoslavije.

## Biografija
Rođen je 1913. godine u Opuzenu, u poljodjelskoj obitelji. Osnovnu školu završio je u Opuzenu, građansku u Metkoviću, a učiteljsku u Šibeniku. Poslije završetka učiteljske škole, 1935. godine, povezao se s aktivistima radničkog pokreta u raznim mjestima na jugu Hrvatske, gdje je radio kao učitelj do početka 1941. godine. Sudjelovao je u radu mnogih kulturno-umjetničkih skupina i sportskih organizacija.

### Drugi svjetski rat
Okupacija Jugoslavije 1941. godine, zatekla ga je na služenju vojnog roka u Čapljini, odakle se vratio u Opuzen. Izbjegao je zarobljavanje od strane ustaša i pobjegao na Dugi otok, gdje je nastavio raditi kao učitelj u Luci. Tamo se povezao s rukovodstvom NOP-a u Šibeniku i uključio u rad na pripremi oružanog ustanka.
Kolovoza 1941. godine, postao je član Komunističke partije Jugoslavije. Početkom prosinca 1941. godine, otišao je sa skupinom drugova iz Šibenika u Liku, gdje se priključio tamošnjim partizanima. Tada je od tih, i od boraca koji su ranije došli iz Dalmacije u Liku, formirana Prva dalmatinska četa bataljuna „Marko Orešković”. Parmać je bio postavljen za njenog zapovjednika. Pod njegovim zapovjedništvom četa je 29. prosinca kod Korenice porazila talijansku postrojbu. Za ovaj ga je uspjeh pohvalio štab bataljuna. Početkom veljače 1942. godine bio je postavljen za informativnog časnika u bataljunu. Polovinom travnja Glavni štab NOPO-a Hrvatske postavio ga je za političkog komesara Druge operativne zone.
Sudjelovao je u borbama Banijskog odreda srpnja 1942. godine protiv neprijatelja na Moslavačkoj gori i uništenju postrojenja za eksploataciju nafte u Gojilu. Poslije toga završio je Viši partijski tečaj i u studenom upućen u Dalmaciju, gdje je primio dužnost zamjenika zapovjednika Treće dalmatinske brigade. S brigadom je sudjelovao u borbama oko Vrlike, Sinja i Knina. Tijekom bitke na Neretvi 1943. godine njegova je brigada je u sastavu Glavne operativne grupe Vrhovnog štaba NOVJ-a sudjelovala u borbama za osiguranje ranjenika na Neretvi i njihovom prenošenju preko Prenja, a sudjelovala je i u borbama tijekom bitke na Sutjesci, svibnja i lipnja 1943. godine.
Početkom kolovoza 1943. godine bio je postavljen za zamjenika zapovjednika Prve dalmatinske brigade. Vratio se na jug Hrvatske i u rujnu organizirao obranu oslobođenog Splita, sprječavajući prodor njemačkih postrojba preko Klisa. U listopadu je bio postavljen za načelnika 26. dalmatinske divizije. Sudjelovao je u borbama za obranu srednjodalmatinskih otoka, a posebno na utvrđivanju Visa, gdje se kasnije nalazio Vrhovni štab NOVJ-a i Centralni komitet KPJ.
Na dužnost zapovjednika Pete brigade Devetnaeste sjevernodalmatinske divizije NOVJ-a došao je početkom travnja 1944. godine. Sredinom kolovoza primio je dužnost zapovjednika Devetnaeste divizije, koja je tijekom rujna i listopada porazila i razbila pojedine grupacije ustaških i četničkih postrojbi, a njemačke snage potjerala na uzak pojas oko morske obale. Za oslobođenje sjeverne Dalmacije divizija je od Glavnog štaba Hrvatske bila proglašena udarnom, a zapovjednik Parmać je pohvaljen i unaprijeđen u čin potpukovnika. U borbama za oslobođenje Knina u studenom i početkom prosinca, Devetnaesta divizija je, pod zapovjedništvom Parmaća, razbila njemački 383. legionarski puk i zajedno s ostalim postrojbama NOV i POJ koje su sudjelovale u toj operaciji doprinijela uništenju 264. njemačke divizije. Za postignute uspjehe u ovoj bitci, diviziju je, sa zapovjednikom Parmaćem na čelu, pohvalio Vrhovni zapovjednik Josip Broz Tito i Glavni štab NOV Hrvatske.
Poslije Kninske operacije, Parmać je s divizijom sudjelovao u oslobađanju Mostara veljače 1945. godine, a u završnim operacijama Četvrte armije, ožujka i travnja, u oslobađanju Like i Hrvatskog primorja. Od sredine travnja do 7. svibnja 1945. divizija je vodila borbe kod Rijeke, oslobodila grad i doprinijela uništenju i zarobljavanju 97. njemačkog korpusa, koji se 7. svibnja, kod Ilirske Bistrice, predao snagama Četvrte armije. Za postignute uspjehe u ovim operacijama, diviziju su po drugi put pohvalili Vrhovni zapovjednik i Glavni štab NOV Hrvatske.

### Poslijeratna karijera
Poslije završetka rata, Parmać je pohađao Višu pomorsku akademiju u Lenjingradu, u Sovjetskom Savezu. U Jugoslaviju se vratio po donošenju Rezolucije Informbiroa 1948. godine, nakon čega je završio Višu vojnu akademiju JNA.
Nalazio se na odgovornim dužnostima u JNA kao načelnik Vojnopomorskog školskog centra, zamjenik zapovjednika i načelnika Štaba JRM i ostalo. Bio je biran za člana Opunomoćeništva CK SKJ za JRM i za zastupnika u Saboru NR Hrvatske. Prinudno je bio umirovljen 1958. godine u činu kontraadmirala, zbog konflikta s višim časnikom JRM, Brankom Mamulom.
Poslije umirovljenja vratio se u rodni kraj 1959. godine. Dana 31. prosinca iste godine sudjelovao je u osnivanju Poljoprivredno-industrijskog kombinata „Neretva“ u Opuzenu i bio izabran za njegovog prvog direktora. Na toj dužnosti se nalazio do 1976. godine. Za vrijeme njegovog mandata, ovaj kombinat je izrastao u poduzeće u kome su uvedene mnoge nove poljoprivredne kulture i metode rada. Također je bio zaslužan za pokretanje projekta melioracije područja oko Neretve, čime su isušene močvare, stvoreno plodno tlo koje cijele godine daje plodove, te poboljšani uvjeti života lokalnog stanovništva.
Bio je biran i za člana općinskog i okružnog komiteta SKH u Opuzenu i Metkoviću.
Poslije odlaska iz rada u PIK „Neretva“ živio je u Splitu, gdje je i umro 2. ožujka 1982. godine. Pokopan je na splitskom groblju Lovrinac.

## Odlikovanja i priznanja
Nositelj je Partizanske spomenice 1941., Ordena ratne zastave, Ordena partizanske zvijezde sa zlatnim vijencem, Ordena bratstva i jedinstva sa zlatnim vijencem, Ordena partizanske zvijezde sa srebrnim vijencem, Ordena zasluga za narod sa srebrnim zrakama i ostalih jugoslavenskih i stranih odlikovanja, među kojima je i poljski Partizanski križ. Ordenom narodnog heroja odlikovan je 27. studenog 1953. godine.
Dana 3. kolovoza 2012. godine, postumno mu je dodijeljena nagrada za životno djelo, jer je projektom melioracije neretvanskih močvara stvorio plodno tlo za uzgoj voća.
Za vrijeme Jugoslavije u Splitu je jedna osnovna škola nosila njegovo ime.

## Vanjske poveznice
- Dva i pol desetljeća nakon smrti – vječiti prijepori o Stanku Parmaću (15. II 2007)  Arhivirana inačica izvorne stranice od 5. studenoga 2008. (Wayback Machine), pristupljeno 6. kolovoza 2012.
- Stanko Parmać (10. IV 2008), pristupljeno 6. kolovoza 2012.
- Stanko Parmać, arhitekt Donje Neretve (5. II 2012), pristupljeno 6. kolovoza 2012.
- Slobodnadalmacija.hr: laureati Stanko Parmać i Veljko Barbieri (3. VIII 2012), pristupljeno 6. kolovoza 2012.
- Biografija na stranici Deseti korpus  Arhivirana inačica izvorne stranice od 13. travnja 2014. (Wayback Machine), pristupljeno 6. kolovoza 2012.